# Sayfiddin-Boharziy-Mausoleum

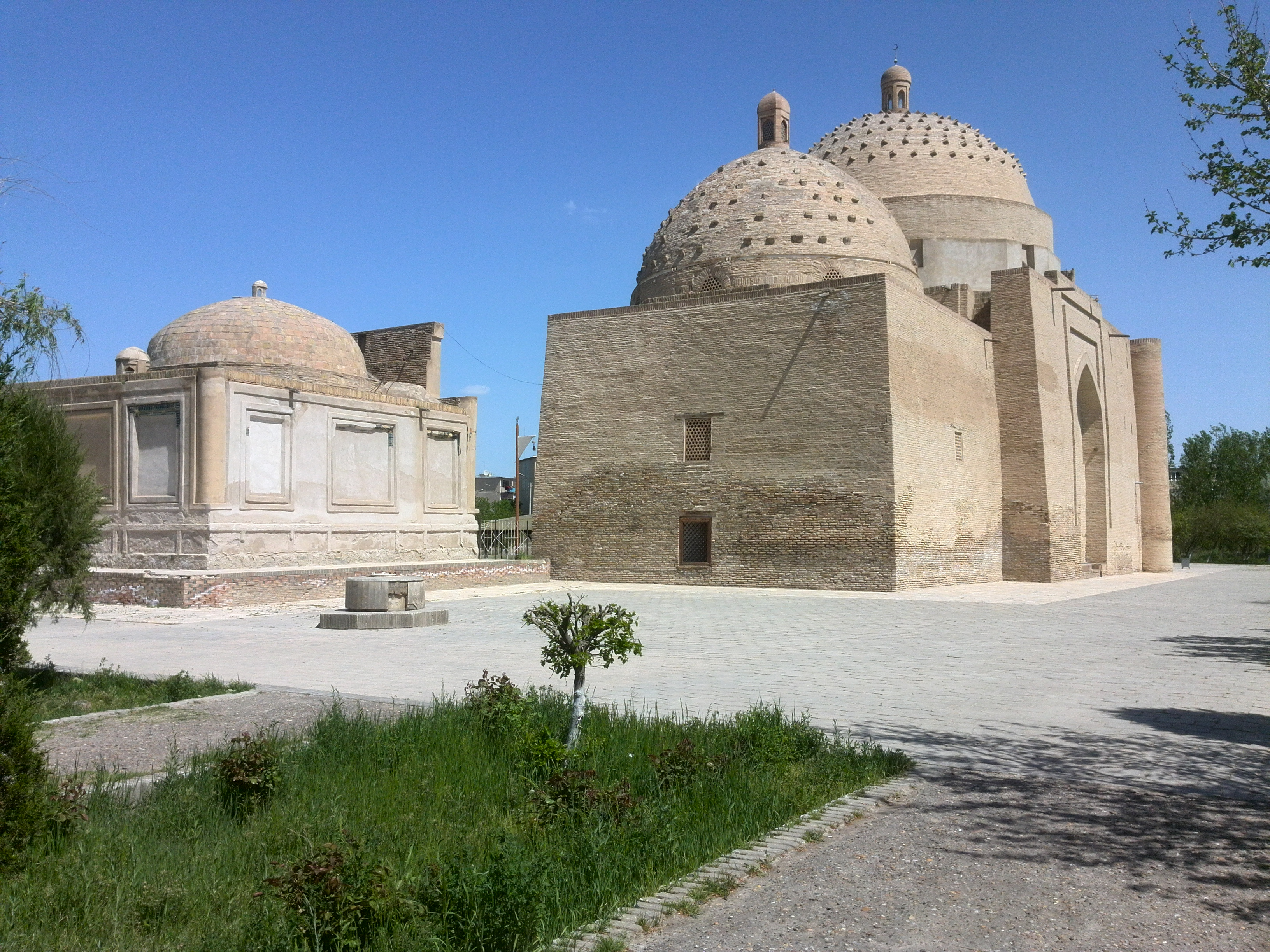
Sayfiddin-Boharziy-Mausoleum

Das Sayfiddin-Boharziy-Mausoleum (usbekisch Sayfiddin Boharziy maqbarasi) ist ein Mausoleum in der usbekischen Stadt Buxoro.

## Lage
Das Mausoleum liegt südöstlich des historischen Zentrums von Buxoro etwa zwei Kilometer von dem Gebäudekomplex Labi Hovuz entfernt auf dem Weg nach Kogon. Unmittelbar daneben liegt das Bayan-Kuli-Khan-Mausoleum.

## Geschichte
Das Mausoleum ist die Grabstätte des 1262 verstorbenen Dichters, Mystikers und Scheichs Sayfiddin Boharziy aus Chorasan, der in zunächst Choresmien und dann in Buxoro gelehrt hatte. Das erste Bauwerk über dem Grab des Scheichs wurde zu Beginn des 14. Jahrhunderts fertiggestellt. Das heutige Mausoleum stammt vom Ende des 14. Jahrhunderts. Einige Bauteile sind noch jünger, beispielsweise der Pischtak aus den 15./16. Jahrhundert.

## Beschreibung
Das Gebäude ist ein kubischer Bau mit einer Grundfläche von etwa 30 × 15 Metern, der an der östlichen Schmalseite von zwei schmalen Rundtürmen flankiert wird. Zwei halbkugelförmigen Kuppeln überwölben die zwei darunterliegenden Räume, den eigentlichen Grabraum (Gur-chane) und einen daneben liegenden Andachtsraum (Siarat-chane). Der Zugang erfolgt durch einen Pischtak mit Iwan. Im Inneren erfolgt der Übergang zwischen Unterbau und Kuppel durch Stalaktitengewölbe. In dem Grabraum des Mausoleums steht das Kenotaph des Sayfiddin Boharziy. Es ist reich mit Schnitzereien verziert.